# آرتور چونگ
آرتور چونگ (انگلیسی: Arthur Chung؛ ۱۰ ژانویهٔ ۱۹۱۸ – ۲۳ ژوئن ۲۰۰۸) یک قاضی و سیاست‌مدار اهل گویان بود.